# A.J. Terrell
Aundell Terrell Jr. (Rochester, Nueva York, 23 de septiembre de 1998) más conocido como A.J. Terrell, es un jugador profesional estadounidense de fútbol americano que se desempeña en la posición de cornerback en Atlanta Falcons, equipo de la National Football League (NFL).

## Carrera
Fue seleccionado en la primera ronda en la Reunión Anual de Selección de Jugadores de la NFL de 2020. Hizo su debut profesional con el equipo Atlanta Falcons, donde lleva jugando cuatro temporadas.